# Fratta Todina
Fratta Todina es una localidad italiana de la provincia de Perugia, región de Umbría, con 1.885 habitantes.

## Evolución demográfica
| Gráfica de evolución demográfica de Fratta Todina entre 1861 y 2001 |
|                                                                     |
| Fuente ISTAT - Elaboración gráfica por parte de Wikipedia           |